# 天主教基希訥烏教區
天主教基希訥烏教區 （拉丁語：Dioecesis Chisinauensis）是摩爾多瓦一個羅馬天主教教區，直屬教廷。
範圍包括摩爾多瓦全境，教座位於首都基希訥烏。2010年有教友20,000人（估轄區人口0.5%）、十三個堂區、廿四名司鐸。現任教區主教為安東‧科薩，他也是唯一一任宗座署理。
1993年10月28日設摩爾多瓦宗座署理區。2001年10月27日升為教區。